# Hypsiboas albomarginatus
Espèce
Synonymes
- Hyla albomarginata Spix, 1824
- Hyla infulata Wied-Neuwied, 1824
- Hyla punctata Wied-Neuwied, 1824
- Hyla raddiana Fitzinger, 1826
- Phyllobius exanthematicus Fitzinger, 1861 "1860"
- Hyla massarti de Witte, 1930

Statut de conservation UICN

 LC  : Préoccupation mineure
Hypsiboas albomarginatus est une espèce d'amphibiens de la famille des Hylidae.  

## Répartition
Cette espèce est endémique du Brésil. Elle se rencontre jusqu'à 1 100 m d'altitude dans les forêts Atlantiques :

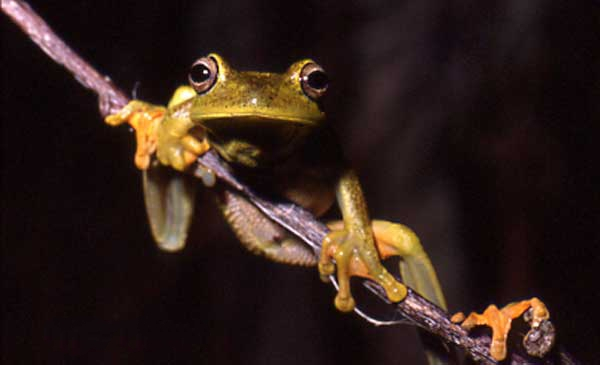
Hypsiboas albomarginatus

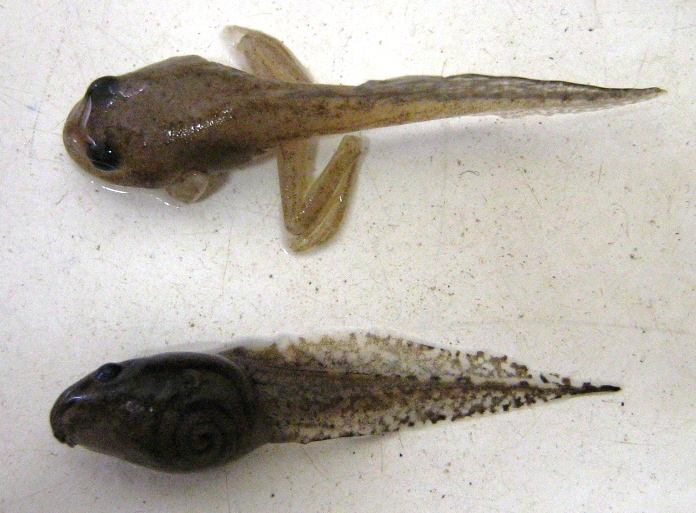
têtard de Hypsiboas albomarginatus

- dans l'est de l'État du Pernambouc ;
- dans l'État de l'Alagoas ;
- dans l'État du Sergipe ;
- dans l'est de l'État de Bahia ;
- dans l'État de l'Espírito Santo ;
- dans l'État de Rio de Janeiro ;
- dans l'est de l'État du Minas Gerais ;
- dans l'est de l'État de São Paulo ;
- dans l'est de l'État du Paraná ;
- dans l'est de l'État de Santa Catarina.

## Publication originale
- Spix, 1824 : Animalia nova sive species novae testudinum et ranarum, quas in itinere per Brasiliam annis 1817-1820 (texte intégral)